# Kulesze Kościelne (gmina)
Pour le village, voir Kulesze Kościelne.
Kulesze Kościelne est une gmina rurale du powiat de Wysokie Mazowieckie, Podlachie, dans le nord-est de la Pologne. Son siège est le village de Kulesze Kościelne, qui se situe environ 13 km au nord de Wysokie Mazowieckie et 46 km à l'ouest de la capitale régionale Białystok.
La gmina couvre une superficie de 115,45 km2 pour une population de 3 361 habitants.

## Géographie
La gmina inclut les villages de Chojane-Bąki, Chojane-Gorczany, Chojane-Pawłowięta, Chojane-Piecki, Chojane-Sierocięta, Chojane-Stankowięta, Czarnowo-Biki, Faszcze, Gołasze Mościckie, Gołasze-Dąb, Grodzkie Szczepanowięta, Kalinowo-Solki, Kulesze Kościelne, Kulesze Podlipne, Kulesze-Litewka, Kulesze-Podawce, Leśniewo-Niedźwiedź, Niziołki-Dobki, Nowe Grodzkie, Nowe Kalinowo, Nowe Wiechy, Nowe Wykno, Stara Litwa, Stare Grodzkie, Stare Kalinowo, Stare Niziołki, Stare Wykno, Stypułki-Giemzino, Tybory Uszyńskie, Wnory-Pażochy, Wnory-Wiechy et Wnory-Wypychy.
La gmina borde les gminy de Kobylin-Borzymy, Kołaki Kościelne, Rutki, Sokoły et Wysokie Mazowieckie.